# Hrîhorivka, Moghilău
Hrîhorivka (în ucraineană Григорівка) este un sat în comuna Bronnîțea din raionul Moghilău, regiunea Vinnița, Ucraina.

## Demografie
Componența lingvistică a localității Hrîhorivka
     Ucraineană (97,81%)
     Rusă (1,92%)
     Alte limbi (0,27%)
Conform recensământului din 2001, majoritatea populației localității Hrîhorivka era vorbitoare de ucraineană (97,81%), existând în minoritate și vorbitori de rusă (1,92%).